# Triết học kinh tế
Triết học kinh tế là một nhánh triết học quan tâm đến các vấn đề kinh tế như sự lựa chọn duy lý; đánh giá sản lượng kinh tế, các định chế và các tiến trình kinh tế; bản chất của các hiện tượng kinh tế và khả năng hiểu chúng.